# کودک شو
کودک شو مسابقهٔ تلویزیونی خانوادگی به کارگردانی رضا مهرانفر و تهیه کنندگی مشترک رضا نصیری شهرضایی، علی نصیری شهرضایی و ابوذر پورمحمدی و حسین ربانی غریبی است که از شبکه نسیم پخش می‌شود. این برنامه بیش از سه فصل با اجرای پژمان بازغی به روی آنتن رفته است که وی در میانه‌های فصل چهارم جای خود را به حمید گودرزی داد. در بهمن ماه ۱۴۰۲ و در زمان مدیریت سید محمدرضا خوشرو اجرای این برنامه را ملیکا شریفی‌نیا عهده‌دار شد.

## برنامه
پروژه کودک شو در چارچوب یک برنامه با گونه «مسابقه - بازی» است که رقابتی را بین کودکان سه تا پنج سال و والدینشان با محوریت پیوند بین دنیای کودکان و خانواده‌هایشان برگزار می‌کند.

کودک شو را یک مجری از ابتدا تا انتها ، هدایت می‌کند. در این برنامه علاوه بر بخش رقابتی، چهره‌هایی از بخش‌های گوناگون چون بازیگران سینما ، تلویزیون ، خوانندگان ، فعالان حوزه موسیقی و … نیز به همراه فرزندانشان حاضر می‌شوند. در هر قسمت این مسابقات هم برنامه‌هایی برای مهمان در نظر گرفته شده است.

## نحوه برگزاری
این برنامه‌ها عبارتند از: ابتدا با خانواده‌ها آشنا می‌شویم. سپس با بچه‌ها. بعد به اتاق بازی رفته و ستاره کسب می‌کنیم. قبل از اینکه بازی را شروع کنیم، مجری یک سؤال می‌پرسد و پدر و مادر بر اساس تجربه خودشان جواب می‌دهند.
در هر مرحله ستاره طلایی و قرمز به دست می‌آوریم.
مرحله دوم و چهارم بازی مشترک بین پدر و مادر است.
مرحله سوم سؤالات مشترک بین پدر و مادر است. در این مرحله یا پدر و پدر می‌روند، یا مادر و مادر، یا مادر و پدر، یا پدر یا مادر می‌روند. سؤالات را خود پدر و مادر طرح می‌کنند و اگر مساوی شد، مجری یک سؤال مشترک می‌پرسد تا معلوم شود چه کسی ستاره طلایی و قرمز را می‌برد.
مرحله پنجم و آخر، سؤال از فرزندانشان می‌پرسد. پنج تا سؤال. حداقل سه تا از سؤالات درست جواب بدن ستاره طلایی گیرش می‌آید مگر نه ستاره قرمز. این سؤالات را قبلاً از دختر و پسرشان می‌پرسند.
هر کی ستاره طلایی بیشتری گیرش بیاید به مرحله فینال می‌رود. و اگر مساوی شود هر دو تا خانواده به مرحله فینال می‌روند. هر ستاره طلایی دو فرصت که کل فرصت‌ها پانزده فرصت است. زیر صفحه‌هایی که نوشته شده کودک شو، یکی ستاره طلایی، سه تا بمب، دو تا سؤال و نه تا شمش طلا. جمعاً پانزده تا می‌شود. این مرحله فینال است.